# Charles Mougel
Pour les articles homonymes, voir Mougel.
Charles Marie Paul Mougel, né le 22 mars 1873 à Strasbourg et mort le 27 octobre 1903 dans le 6e arrondissement de Paris, à l'âge de 30 ans, est un auteur dramatique, humoriste, poète, chansonnier et publiciste français.

## Biographie

### Famille et origines
Fils de Charles Marie Paul Mougel, instituteur qui enseigne à Tourset de Françoise Bernardine Schneider, sans profession, il est originaire de Bourg-Bruche (commune alors située dans le département des Vosges et aujourd'hui faisant partie du département du Bas-Rhin) par son grand-père Nicolas Mougel.

### Carrière professionnelle
Charles Mougel est l'ami de l'écrivain et poète français Paul-Jean Toulet. Lors de sa brève carrière, ses pièces sont représentées essentiellement au Théâtre de l'Eldorado à Paris.

### Mort prématurée
Il meurt « d'une longue maladie » (tuberculose) la veille de la première au Moulin-Rouge de sa pièce T'en as un œil !, le 27 octobre 1903 alors qu'il a « à peine trente ans », et laisse veuve « une toute jeune femme ».

## Œuvres
- 1899 : Ça colle !, revue en 2 actes et 9 tableaux
- 1899 : Paris-Boycocotté, revue à grand spectacle en 2 actes et 5 tableaux, avec Eugène Héros
- 1900 : Ach'tez-moi, joli blond !, contenant 100 dessins d'Henry Gerbault (préface)
- 1902 : Je vais le dire à ta mère !, revue en deux actes et huit tableaux, avec Guy de Téramond
- 1902 : Veux tu grimper, revue en 2 actes et 7 tableaux, avec P.-L. Flers[10].
- 1903 : Oh ! la ! la ! mon empereur !, revue en deux actes et douze tableaux, avec Maurice de Marsan
- 1903 : T'en as un œil !, revue en 12 tableaux, avec Henri Fursy, musique de Gustave Goublier
- 1904 : Le Colo saute le mur, vaudeville en 1 acte, avec Maurice de Marsan

## Distinctions
- Officier d'Académie (arrêté du ministre de l'Instruction publique et des Beaux-Arts du 16 février 1899)
- Chevalier du Mérite agricole (arrêté du ministre de l'Agriculture du 2 août 1901)